# Центр правительственной связи
Центр правительственной связи (англ. Government Communications Headquarters, GCHQ) — спецслужба Великобритании, ответственная за ведение радиоэлектронной разведки и обеспечение защиты информации органов правительства и армии.
Центр правительственной связи  находится в ведении Министра иностранных дел Великобритании, но формально не является частью Форин-офиса. Директор GCHQ имеет ранг Постоянного секретаря Правительства Великобритании. Большинство персонала базируется в штаб-квартире в Челтнеме. Центр является участником альянса UKUS SIGINT и несёт ответственность за сбор и анализ информации в странах Европы (включая европейскую часть России) и Африки. Спецслужба финансируется из средств SIA (Single Intelligence Account) и Национальной программы информационной безопасности (National Cyber Security Programme). Общая сумма расходов на обеспечение безопасности и разведку составила около 2 миллиардов фунтов стерлингов в 2011 — 2012 финансовом году.
Спецслужба входит в состав Объединённого разведывательного комитета, совместно с MI5 (контрразведка) и MI6 (внешняя разведка).
В 2013 году к Центру правительственной связи было привлечено внимание общественности после передачи газетам The Guardian и The Washington Post секретной информации от бывшего сотрудника ЦРУ и Агентства национальной безопасности США Эдварда Сноудена. В этой информации утверждалось, что GCHQ ведёт сбор данных из перехватов телефонных разговоров и интернет-трафика, используя программы «Tempora» и «PRISM». «Tempora» — программа, созданная GCHQ в 2011 году, обеспечивающая доступ к оптоволоконным кабелям, передающим телефонные разговоры и интернет-трафик, с возможностью хранения данных до тридцати дней. «PRISM» — комплекс мероприятий, обеспечивающий доступ к миллионам электронных писем и чатов в архивах крупных интернет-компаний. Откровения Сноудена породили волну разоблачений массовой слежки.

## История
Служба основана в ноябре 1919 года.

### Первая мировая война
Британская радиоэлектронная разведка активно участвовала в Первой мировой войне. Были созданы станции радиоперехвата, увеличено количество криптоаналитиков, переводчиков. Самым известным документом Британской разведки является расшифровка телеграммы министра иностранных дел Германии Циммермана. В ней сообщалось о готовности германских подлодок атаковать суда (в том числе и нейтральные американские), торгующие с Британией. Телеграмма использовалась президентом США Томасом Вудро Вильсоном для обоснования объявления войны Германии в конце Первой мировой войны.

### Школа шифров
Во время Первой мировой войны армия и флот Соединённого королевства имели разные подразделения спецслужб, известные как MI1b и Комната 40 соответственно. Успех РЭР в войне и интерес таких политиков, как Ллойд Джордж, лорд Керзон, и Уинстон Черчилль, привели к идее создания в мирное время криптографического агентства. За эту задачу взялся Хью Синклер. Синклер объединил сотрудников Комнаты 40 и MI1b в новую организацию, которая первоначально состояла из 25—30 криптоаналитиков и примерно такого же количества канцелярских работников. По предложению Виктора Форбса из Форин-офиса она была названа «Правительственная школа кодирования и шифрования» (Government Code and Cypher School, GC&CS). Руководителем GC&CS был назначен сотрудник Комнаты 40 Алистер Деннистон. Изначально GC&CS была под контролем Адмиралтейства и располагалась в Лондоне. Общественная функция школы заключалась в «консультировании государственных ведомств по поводу безопасности кодов и шифров и оказании помощи в их предоставлении», однако школа имела и секретную директиву: «изучить методы шифрования, используемые иностранными державами». В 1922 году GC&CS была переведена под контроль Министерства иностранных дел по инициативе лорда Керзона. Начальником был назначен Хью Синклер, который одновременно являлся ещё и директором SIS. В 1925 году обе организации располагались на соседних этажах здания, напротив Сент-Джеймсского парка. Хотя у спецслужб был один начальник, службы работали абсолютно автономно. После второй итало-эфиопской войны и начала гражданской войны в Испании в 1936 году GC&CS начала активно расширяться, открывая свои филиалы на доминионах Британской империи. Одним из самых больших филиалов было бюро Дальнего Востока, созданное в 1935 году в Гонконге для наблюдения за Японией, Китаем, Советами и перехвата радиосообщений. Позже этот филиал переехал в Сингапур в 1939 году. Из-за продвижения Японии на Малайский полуостров филиал вынужден был переехать в Экспериментальный Радио Центр в Дели, аванпост Блетчли-парка. ВМФ разведки отправился на Цейлон, а затем в Кению. В 1939 году, из-за расширяющегося влияния спецслужбы, Польша и Франция были вынуждены поделиться материалами по немецкой машине Энигме.

### Межвоенный период

#### АРКОС
Одной из основных задач центра в этот период был перехват сообщений Советского Союза. Лондон интересовало то, как СССР поддерживает рабочее движение в Британии и других странах Европы. Успешно взломать советскую систему шифрования сообщений того времени британцам помогли беглые российские офицеры-белогвардейцы. В СССР лишь немного усовершенствовали систему кодирования сообщений, использовавшуюся еще в царской России.
Однажды взломав код в начале 1920-х годов, британские специалисты в течение нескольких лет успешно читали большинство перехватываемых советских сообщений, в том числе, депеши, отсылавшиеся из советской компании «Аркос». Под этой аббревиатурой в Британии работал офис Всероссийского кооперативного акционерного общества. Первые перехваты сообщений показали, что советские шпионы под прикрытием работы на «Аркос» собирали и переправляли в Москву разведданные. В 1927 году в офис «Аркоса» пришла с обыском британская полиция и нашла в помещении секретные документы и копировальное оборудование. Инцидент привёл к политическому скандалу и разрыву советско-британских отношений.

#### Коминтерн
В 1930 году британские шифровальщики смогли взломать систему обмена сообщений Коминтерна, который нередко использовался Москвой для связи со своими агентурными сетями. Информация о том, как долго британские власти могли следить за Коминтерном и в какой степени, до сих пор засекречена.

### Вторая мировая война
Во время Второй мировой войны GC&CS перебазировалась в Блетчли-парк — особняк в Бакингемшире, купленный секретной разведывательной службой Великобритании в 1938 году как место, куда GC&CS могла бы эвакуироваться в случае войны. В августе 1939 года около 180 сотрудников школы были переброшены в Блетчли-парк, в то время как порядка 20 человек, ответственных за секретные материалы (шифровальные ключи, кодовые книги), отправились в Оксфорд. Именно в Блетчли-парке спецслужбы начали работу над проектом «Ультра», изначально заключавшемся в дешифровке сообщений «Энигмы». Также здесь работал британский математик Алан Тьюринг, спроектировавший электронно-механическую машину Bombe, которая значительно сократила время, необходимое для взлома немецких шифров. Среди достижений, связанных с Блетчли-парком, выделяется «Колосс» — одна из первых в мире ЭВМ, позволившая автоматизировать дешифровку сообщений «Лоренца». Сейчас в Блетчли-парке находится музей. GCHQ до сих пор финансирует создание реплик «Колосса» и Bombe, а также реконструкцию DELILAH, утерянную послевоенную систему шифрования речи.
GC&CS была переименована в «Центр правительственной связи» в июне 1946 года. Тренировочная база GCHQ находилась в Блетчли-парке до 1987 года, однако затем переехала в Калмхед.

### После второй мировой
Конец Второй мировой войны положил конец сотрудничеству британской и советской разведок. Сообщения о перехвате и дешифровке советских секретных донесений вновь появляются в архивах в 1945 году. Весной 1945 года британцы вывезли из Германии семитонную вычислительную машину, которую нацисты использовали для взлома перехваченных сообщений высшего советского командования. Когда они вновь собрали машину, та снова стала успешно декодировать секретную переписку советских военных. Это дало возможность получать информацию о перемещении и численности советских войск в Европе. Кроме того, захваченная в Германии вычислительная машина позволяла читать не только советские шифры, но и секретные сообщения по меньшей мере 35 стран, включая Францию, Италию, Японию, Швейцарию и Ирландию.
В 1946 году удалось взломать систему советских машинных шифров, которая использовалась советскими сухопутными войсками, военно-воздушными силами и военно-морским флотом. Однако 29 октября 1948 года все шифры и коммуникационные процедуры стран Варшавского договора были изменены. Этот день в GCHQ прозвали «черной пятницей». Видимо в Москве прислушались к сообщениям советских агентов Кима Филби и Уильма Вейсбанда. Они неоднократно докладывали, что многие советские секретные депеши были перехвачены и прочитаны.  После этого были взломаны несколько кодов для прочтения советских сообщений с низким уровнем секретности. GCHQ предоставлял до 90% разведданных о СССР. Но, судя по рассекреченным архивным данным, британцам уже не удавалось вскрыть систему кодировки донесений для высшего советского партийного или военного руководства.
В 1951 году GCHQ переезжает на окраину Челтнема. Центр практически не привлекал внимание прессы до 1980 года, когда состоялся суд над Джеффри Праймом, шпионом КГБ, передававшим данные радиоразведки с 1960 по 1970 годы. Бывший сотрудник GCHQ известил КГБ о том, что британцы и американцы разгадали шифры советского высшего командования. Прайм передал в Москву 500 страниц секретных документов, из которых стало известно, что Запад применяет, например, орбитальные спутники для прослушивания телефонных переговоров Кремля. Тогда Москва изменила свои шифры, и разведслужба почти 10 лет ничего не ведала о планах советской стороны.
Со времён Второй мировой войны британская спецслужба GCHQ и американская АНБ начали активно сотрудничать и делиться информацией. Соглашение о сотрудничестве разведок было достигнуто ещё в 1940 году, Черчиллем и Рузвельтом. В 1947 году было достигнуто 5-стороннее соглашение, к которому присоединились Канада, Австралия и Новая Зеландия. Так возник альянс, прозванный «Пять глаз».

#### Шифрование с открытым ключом
В начале 1970-х годов Джеймсом Эллисом была разработана концепция шифрования с открытым ключом. Эллис являлся сотрудником GCHQ с 1952 года, но из-за нехватки теоретических знаний он не смог реализовать работоспособную систему. В дальнейшем реализацию с помощью асимметричного ключа доработал другой работник GCHQ, Клиффорд Кокс. Но эта работа хранилась лишь во внутренних документах центра, поэтому о её существовании было неизвестно до 1977 года.

### После холодной войны
Операции, в которых использовался сбор разведывательной информации 1990-х, включали мониторинг коммуникаций иракских солдат во время войны в Персидском заливе, мониторинг диссидентских республиканских террористических групп, которые не приняли Соглашение Страстной Пятницы, подписанное в апреле 1998 г., мониторинг ИРА, а также различных группировок, участвующих в югославских войнах. В середине 1990-х годов GCHQ начал оказывать содействие в расследовании киберпреступлений.
В 1993 году на волне возмущений записью разговоров между Дианой, принцессой Уэльской, и её близким другом Джеймсом Гилби агентство заявило, что отрицает ведение «перехвата, записи или раскрытия» телефонных разговоров британской королевской семьи. Речь идёт о разговорах, которые вошли в историю как «Сквиджигейтские плёнки» и имели место 31 декабря 1989 года, когда Диана гостила в королевском поместье Сэндрингем. Скандал, разразившийся после их обнародования, получил название Squidgygate.

### Двухтысячные

#### Штаб-квартира GCHQ
В 1997 году было принято решение построить новую штаб-квартиру. В июне 2000 года был подписан контракт на строительство, и в 2003 году состоялся переезд в новый огромный комплекс, известный как Doughnut («Пончик», названный так из-за своей необычной формы), постройка которого обошлась в 330 млн фунтов. В центре комплекса находится открытый сад размером с Альберт-холл. Большую часть первого этажа заполняют шкафы суперкомпьютеров и серверы. Собственные генераторы гарантируют непрерывное электропитание в случае прекращения подачи электроэнергии извне. Чтобы ограничить возможный ущерб от атаки террористов, внутри здание разделено на три отдельных комплекса, соединённых только в основании и крышей.
Центр правительственной связи Великобритании выдал шести университетам специальную аккредитацию, дающую возможность обучать магистров интернет-безопасности. Студентов будут обучать защите данных пользователей, в том числе и государственных чиновников, от хакеров, взломщиков и мошенников в интернете. Образовательный курс проекта утвердили ещё в 2011 году — тогда местные власти впервые задумались об инициации программы повышения безопасности в интернете. Магистерскую степень будут выдавать университеты Ланкастера, Лондона, Оксфорда, Эдинбурга, Крэнфилда и Суррея.

#### Лондонский саммит G-20
В интервью The Guardian Эдвард Сноуден рассказал, что GCHQ шпионил за зарубежными политиками, посетившими Лондонский саммит G-20 2009 года, путём перехвата телефонных переговоров, электронной почты и сканирования компьютеров, а в некоторых случаях даже через программное обеспечение кейлоггер, которое было установлено в ходе саммита. Прослушка осуществлялась в отношении президента России Дмитрия Медведева, а также высокопоставленных лиц делегаций из Турции и ЮАР. Так, в одном из документов сказано, что GCHQ удалось получить доступ к компьютерной сети МИД Южной Африки.

##### Программы управления трафиком
14 июля 2014 года Эдвард Сноуден в интервью The Guardian перечислил список программ, которые GCHQ использует для управления трафиком.
- GATEWAY. Увеличение нагрузки на сайт.
- CLEAN SWEEP. Маскирует записи на стене в Facebook для отдельных стран.
- SPRING BISHOP. Поиск по личным фотографиям в Facebook.
- SCRAPHEAP CHALLENGE. Подмена писем от пользователей BlackBerry.
- UNDERPASS. Изменение результатов онлайн-опросов.

##### Cryptoy
По случаю третьей годовщины правительственной стратегии по кибербезопасности  12 декабря 2014 года GCHQ выпустил первое открытое приложение. Разработанная спецслужбой программа получила название Cryptoy. Она посвящена истории взламывания кодов и обучает базовым криптографическим техникам, таким как шифр Цезаря (со сдвигом), шифр подстановки, шифр Виженера, шифр военной криптографической машины «Энигма». Кроме того, программа позволяет пользователям применить эти шифры для кодирования собственных сообщений.

## CESG
Communications Electronics Security Group, CESG (букв.: «Группа безопасности электронных коммуникаций») — подразделение Центра правительственной связи, обеспечивающее защиту информации (включая криптографию) органов Правительства и армии Великобритании.
CESG предоставляет консультации Правительству по вопросам безопасности IT-систем, а также генерирует идеи для будущих проектов. Также CESG обеспечивает оперативную поддержку существующих систем предупреждения о конкретных угрозах и уязвимостях.
Среди сервисов, снижающих уязвимость для атак, представлены:.
- CESG Assisted Products Service (CAPS). Сервис помогает разрабатывать криптографические продукты, которые работают с классификациями секретной информации уровня SECRET и выше.
- CHECK. Сервис помогает выявить уязвимости в IТ-системах и сетях, которые могут поставить под угрозу конфиденциальность, целостность и доступность информации, содержащейся в этой IТ-системе.
- TEMPEST Service. Случайные сигналы от IТ-оборудования могут служить причиной случайной передачи конфиденциальных данных. Сервис может протестировать ваше оборудование на электромагнитные уязвимости.

## Директора GCHQ
| #  | Директор                        | Пребывание в должности |
| -- | ------------------------------- | ---------------------- |
| 1  | Алистер Деннистон CMG CBE       | 1921-1942              |
| 2  | Сэр Эдвард Тревис KCMG CBE      | 1942-1952              |
| 3  | Сэр Эрик Джонс KCMG CB CBE      | 1952-1960              |
| 4  | Сэр Клайв Лехнис KCMG           | 1960-1964              |
| 5  | Сэр Леонард Хупер KCMG CBE      | 1965-1973              |
| 6  | Сэр Артур Бонселл KCMG CBE      | 1973-1978              |
| 7  | Сэр Брайан Тони KCMG            | 1978-1983              |
| 8  | Сэр Питер Меричерч KCMG         | 1983-1989              |
| 9  | Сэр Джон Эдай KCMG              | 1989-1996              |
| 10 | Сэр Дэвид Оуменд GCB            | 1996-1997              |
| 11 | Сэр Кевин Теббит KCB CMG        | 1998                   |
| 12 | Сэр Фрэнсис Ричардс KCMG CVO DL | 1998-2003              |
| 13 | Сэр Дэвид Пеппер KCMG           | 2003-2008              |
| 14 | Сэр Иен Лоббин KCMG CB          | 2008-2014              |
| 15 | Роберт Хэнниген CMG             | 2014-2017              |
| 16 | Джереми Флеминг KCMG CB         | 2017-настоящее время   |